# Château Franceschelli
Le château Franceschelli est un château situé dans la commune de Montazzoli, province de Chieti, dans les Abruzzes.